# 雅罗斯拉夫·斯梅利亚科夫
雅罗斯拉夫·瓦西里耶维奇·斯梅利亚科夫（俄语：Яросла́в Васи́льевич Смеляко́в，1913年1月8日（1912年12月26日）—1972年11月27日）苏联诗人、翻译、文学评论家。1934年被卷入大清洗，1956年获得平反。